# The Witches (1990)
The Witches is een Britse film uit 1990, gebaseerd op het boek De heksen van Roald Dahl. De hoofdrollen werden vertolkt door Anjelica Huston, Mai Zetterling en Jasen Fisher. Het was de 24e en tevens laatste film geproduceerd door Lorimar.

## Verhaal
Het verhaal begint in Noorwegen, waar een oude dame genaamd Helga haar kleinzoon Luke vertelt over heksen. Volgens haar zijn heksen een wereldwijde organisatie met als doel het uitroeien van kinderen. Heksen lijken op normale mensen, maar zijn te herkennen aan bepaalde kenmerken zoals een paarse gloed in hun ogen en blauw speeksel. Ze dragen pruiken en handschoenen om hun kale hoofden en klauwen te verbergen. Alle heksen staan onder leiding van de opperheks, die volgens Helga de kwaadaardigste vrouw ter wereld is. Helga vertelt Luke over hoe een vriendin van haar, Erica, als kind slachtoffer werd van een heks.
Nadat Lukes ouders om het leven komen bij een auto-ongeluk, wordt Luke door Helga verder opgevoed. De twee verhuizen naar Engeland. In hun nieuwe woonomgeving komt Luke voor het eerst in aanraking met een heks, maar hij herkent haar op tijd.
Wanneer Helga diabetes krijgt, raadt de dokter haar een vakantie aan. Zij en Luke vertrekken naar een hotel. Hun verblijf daar wordt ruw verstoord wanneer blijkt dat alle heksen van Engeland daar hun jaarlijkse bijeenkomst houden (onder de dekmantel van een liefdadigheidsorganisatie). Luke belandt per ongeluk in de vergaderzaal en is getuige van het gebeuren. Hij hoort hoe de opperheks een plan heeft gesmeed om snel alle kinderen uit te roeien. Ze heeft een toverdrank gemaakt die mensen in muizen kan veranderen. Alle heksen van Engeland moeten van haar een snoepwinkel openen met behulp van het geld dat ze hen geeft, en al het snoepgoed vergiftigen met deze drank. Om de drank te demonstreren heeft de opperheks een jongen genaamd Bruno Jenkins uitgenodigd in de zaal. Hij verandert voor Lukes ogen in een muis.
Tegen het eind van de vergadering wordt ook Luke opgemerkt. Luke kan aanvankelijk ontsnappen, maar wordt later alsnog gevangen en ook in een muis veranderd. Als muis blijkt hij echter nog steeds te kunnen praten en denken als een mens. Samen met Bruno gaat hij naar zijn oma, en brengt haar op de hoogte van het plan van de opperheks. Samen beramen ze een plan om de toverdrank tegen de heksen te gebruiken. Luke dringt de kamer van de opperheks binnen en steelt een flesje van de drank. Dit flesje laat hij later in de keuken van het hotel in de soep vallen die speciaal voor de bijeenkomst van de heksen was gemaakt.
Het plan slaagt en alle heksen veranderen in muizen. Het hotelpersoneel en de gasten doden alle muizen en bevrijden Engeland zo van de heksen. De opperheks wordt gedood door Mr. Stringer, de hoteleigenaar, nadat Helga haar heeft gevangen onder een grote glazen waterkan. De enige heks die dit lot bespaard blijft is de assistente van de opperheks, Miss Irvine, omdat zij niet was uitgenodigd op het diner. Ze voelt zich buitengesloten en als voetveeg behandeld en hierdoor komt ze tot inkeer.
Luke en Helga keren huiswaarts, alwaar Luke onthult dat hij de koffer van de opperheks met daarin een grote som geld en de resterende flesjes toverdrank naar hun huis heeft laten sturen. Met het geld kunnen ze de wereld over reizen om alle heksen uit te schakelen op dezelfde manier als in het hotel, te beginnen met de Verenigde Staten. Die avond arriveert Miss Irvine bij het huis, en verandert Luke terug in een mens.

## Rolverdeling
| Acteur             | Personage             |
| ------------------ | --------------------- |
| Anjelica Huston    | Eva Ernst / Opperheks |
| Mai Zetterling     | Helga Eveshim         |
| Jasen Fisher       | Luke                  |
| Jane Horrocks      | Juffrouw Irvine       |
| Rowan Atkinson     | Mijnheer Stringer     |
| Bill Paterson      | Mijnheer Jenkins      |
| Brenda Blethyn     | Mevrouw Jenkins       |
| Charlie Potter     | Bruno Jenkins         |
| Anne Lambton       | Vrouw in het zwart    |
| Sukie Smith        | Marlene               |
| Rose English       | Dora                  |
| Jenny Runacre      | Elsie                 |
| Annabel Brooks     | Nicola                |
| Emma Relph         | Millie                |
| Nora Connolly      | Beatrice              |
| Rosamund Greenwood | Janice                |
| Angelique Rockas   | Henrietta             |

## Achtergrond

### Productie
Dit was de laatste verfilming van een van Roald Dahls boeken die werd voltooid voor zijn overlijden. Hij stierf een paar maanden na de première van de film.
De opnames van de openingsscène vonden plaats in Bergen in Noorwegen. De rest van de film is grotendeels opgenomen op locatie in Cornwall.
Voor de rol van de opperheks werd aanvankelijk Cher uitgekozen, maar uiteindelijk ging de rol naar Anjelica Huston. Volgens Felicity Dahl was Anjelica Huston ook Roald Dahls favoriete keuze voor de rol. Tijdens de scènes in de vergaderzaal werden enkele van de aanwezige heksen gespeeld door mannelijke acteurs. Zij zaten op de achterste rijen en bleven altijd op de achtergrond. Een van deze heksen werd gespeeld door Michael Palin.
Dit was de laatste film waar Jim Henson persoonlijk bij betrokken was. Zijn bedrijf verzorgde onder andere de special effects rondom de muizen. Henson stierf in mei 1990.

### Verschillen met het boek
De film vertoont een aantal verschillen met het boek.
Het grootste verschil is het einde, waarin Luke weer een mens wordt door toedoen van Miss Irvine, de enige heks die geen muis wordt en tot inkeer is gekomen. In het boek blijft hij een muis. Roald Dahl was absoluut niet te spreken over deze wijziging, en wilde dan ook niets met de film te maken hebben. Hij zou zelfs een paar keer met een megafoon bij een bioscoop zijn gaan staan om mensen aan te raden niet naar de film te gaan kijken.
Andere verschillen zijn:
- In het boek worden zowel de hoofdpersoon als zijn oma nooit bij naam genoemd. De namen Luke en Helga zijn er voor de film bij bedacht.
- In de film komt Luke uit Amerika, in het boek uit Engeland.
- In het boek zit Luke in de auto bij zijn ouders tijdens het ongeluk dat hen fataal wordt. In de film vindt het ongeluk plaats wanneer zijn ouders een avondje weg zijn en hij bij zijn oma logeert.
- In het boek krijgt oma een longontsteking, in de film krijgt ze diabetes.
- In de film hebben Helga en de opperheks elkaar blijkbaar al eerder ontmoet. Zo omschrijft de opperheks Helga als een oude tegenstander, en vertelt Helga de opperheks, nadat deze in een muis is veranderd, dat het dit keer haar beurt is. In het boek wordt nooit vermeld of Helga en de opperheks elkaar kennen, hoewel de oma van de hoofdpersoon zeer veel over heksen en hun organisatie weet.
- Het hotel waarin de hoofdpersoon en zijn oma verblijven en waar dus ook de heksen bijeenkomen heeft in het boek de naam "Magnificent", in de film heet dit hotel "Excelsior".
- In de film zijn heksen onder andere te herkennen aan paarse ogen. In het boek veranderen hun ogen constant van kleur. Ook zijn heksen in het boek te herkennen aan blauw speeksel, iets wat niet in de film is verwerkt. Ook het uiterlijk en voorkomen van de opperheks is drastisch aangepast in vergelijking met het boek. In het boek omschrijft Luke haar als een jonge vrouw die gekleed gaat in een lange japon met lange handschoenen, wanneer hij haar voor het eerst ziet met haar masker op. In de film is Anjelica Huston gekleed in een korte jurk met een cape, waarbij haar benen zichtbaar zijn. Tevens verschilt haar "masker" met dat in het boek. In het boek wordt beschreven hoe de opperheks gewoon een masker over haar gezicht draagt. In de film draagt Huston een heuse "kunstmatige" huid, die ze met behulp van miss Irvine moet uit- en aantrekken, die haar hele hoofd en torso bedekt en o.a. verbergt dat ze een lange puntneus en een bochel heeft.
- De werking van de toverdrank is in de film anders dan in het boek. In het boek werkt de drank op een tijdstip dat tijdens de bereiding van de drank wordt vastgesteld. In de film werkt de drank altijd twee uur na toediening. In beide gevallen werkt de drank echter onmiddellijk wanneer een overdosis wordt toegediend. De drank heet in het boek Muizenmaker Tijddrank. In de film heet deze Formule 86.
- In het boek wordt Luke al in de vergaderzaal gevangen, in de film niet; hij blijft dan veel langer buiten handen van de heksen  die hem uiteindelijk op zijn kamer alsnog weten te vangen waarna zij hem in de vergaderzaal in een muis veranderen.
- Het personage Bruno is in de film een stuk aardiger tegenover Luke dan in het boek. Zijn vader probeert daarentegen onbeschaamd in het bijzijn van zijn vrouw met de vermomde opperheks te flirten terwijl dit in het boek niet voorkomt. Tevens kan oma in de film maar op het laatste moment voorkomen dat Bruno's vader ook van de behekste soep eet en in een muis verandert.
- In de film brengt een kamermeisje de toverdrank in haar nek aan, denkend dat het parfum is. Hierdoor gaat op die plaats een muizenvacht groeien.
- In zowel het boek als de film is Luke als muis in de keuken getuige van koks die het met de hygiëne niet te nauw nemen, maar op verschillende manieren. In de film wordt een stuk vlees uit de vuilnisbak terug op het bord geschept. In het boek spugen alle koks op de biefstuk die oma teruggestuurd had naar de keuken omdat deze te taai was.

## Prijzen en nominaties
| jaar | prijs                            | categorie                            | genomineerde(n)     | uitslag     |
| ---- | -------------------------------- | ------------------------------------ | ------------------- | ----------- |
| 1990 | LAFCA Award                      | Beste actrice                        | Anjelica Huston     | gewonnen    |
| 1990 | NSFC Award                       | Beste actrice                        | Anjelica Huston     | gewonnen    |
| 1991 | Saturn Award                     | Beste actrice                        | Anjelica Huston     | genomineerd |
| 1991 | Saturn Award                     | Beste grime                          | John Stephenson     | genomineerd |
| 1991 | Saturn Award                     | Beste muziek                         | Stanley Myers       | genomineerd |
| 1991 | Saturn Award                     | Beste optreden door een jonge acteur | Jasen Fisher        | genomineerd |
| 1991 | Saturn Award                     | Beste vrouwelijke bijrol             | Mai Zetterling      | genomineerd |
| 1991 | BAFTA Award                      | Beste grimeur                        | Christine Beveridge | genomineerd |
| 1991 | BSFC Award                       | Beste actrice                        | Anjelica Huston     | gewonnen    |
| 1991 | International Fantasy Film Award | Beste film                           | Nicolas Roeg        | genomineerd |
| 1991 | Hugo Award                       | Beste dramatische presentatie        | -                   | genomineerd |